# City of Green Lake
Green Lake, formalment City of Green Lake, és una població al comtat de Green Lake a l'estat de Wisconsin. En el cens del 2000 tenia 1.100 habitants.

## Demografia
Segons el cens del 2000 Green Lake tenia 1.100 habitants, 523 habitatges, i 300 famílies. La densitat de població era de 303,4 habitants per km².
Dels 523 habitatges en un 20,5% hi vivien nens de menys de 18 anys, en un 48,8% hi vivien parelles casades, en un 7,1% dones solteres, i en un 42,6% no eren unitats familiars. En el 38% dels habitatges hi vivien persones soles el 20,1% de les quals corresponia a persones de 65 anys o més que vivien soles. El nombre mitjà de persones vivint en cada habitatge era de 2,04 i el nombre mitjà de persones que vivien en cada família era de 2,71.
Per edats la població es repartia de la següent manera: un 18,5% tenia menys de 18 anys, un 5,9% entre 18 i 24, un 25,9% entre 25 i 44, un 26,8% de 45 a 60 i un 22,8% 65 anys o més.
L'edat mediana era de 45 anys. Per cada 100 dones de 18 o més anys hi havia 94,8 homes.
La renda mediana per habitatge era de 35.435 $ i la renda mediana per família de 49.091 $. Els homes tenien una renda mediana de 31.591 $ mentre que les dones 23.917 $. La renda per capita de la població era de 20.444 $. Aproximadament el 4,1% de les famílies i el 5,9% de la població estaven per davall del llindar de pobresa.

## Poblacions properes
El següent diagrama mostra les poblacions més properes.